# Åkeshovs slotts orangeri

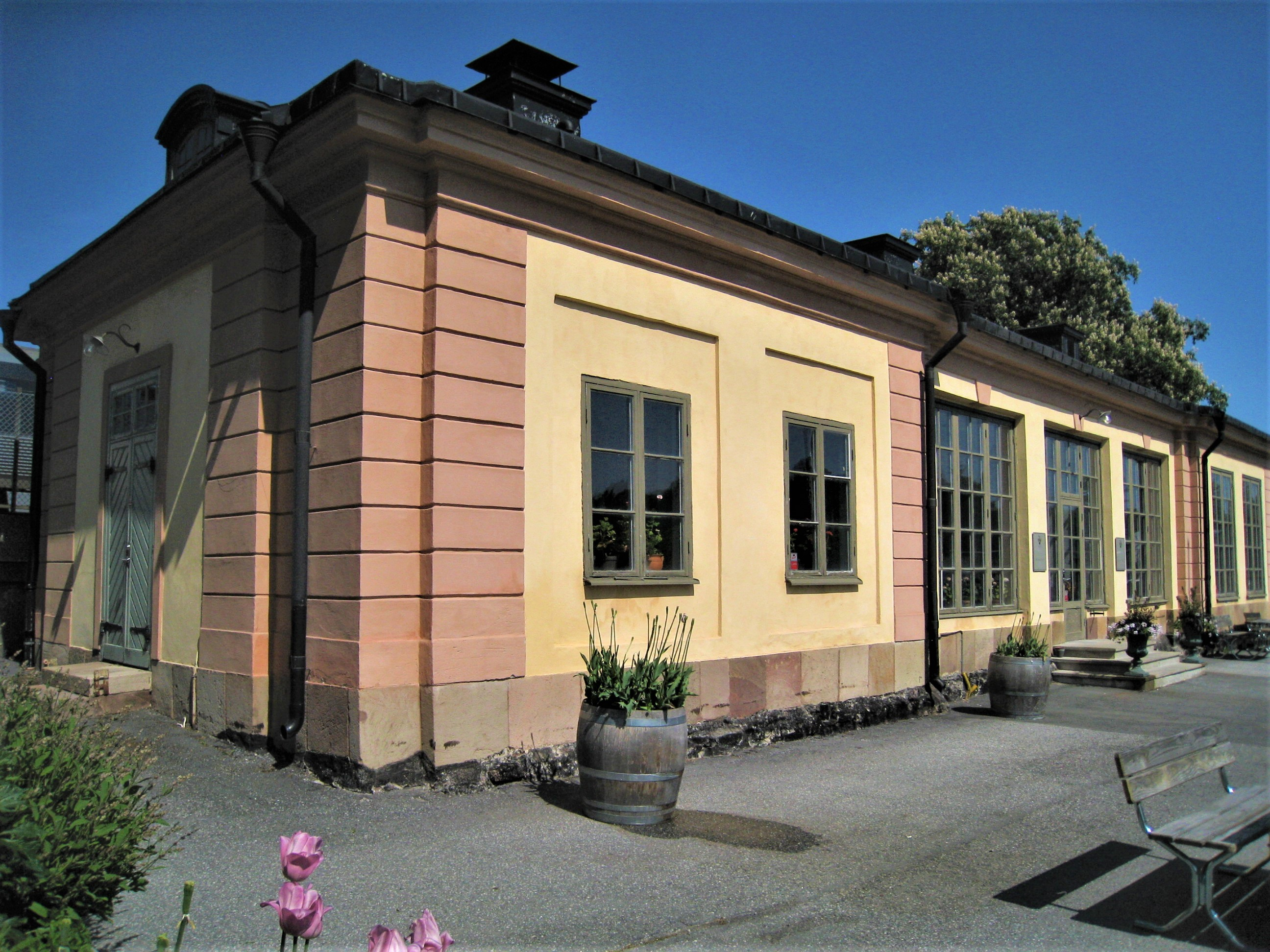
Åkeshovs slotts orangeri.

Åkeshovs slotts orangeri är en byggnad i Åkeshovs slottspark vid Åkeshovs slott, på Åkeshovs Gårdsväg 11, Bromma, Stockholm. Orangeriet byggdes 1749 i elegant rokoko på Åkeshovs trädgårds norra del ett stycke från huvudbyggnaden och ritades av arkitekten Carl Hårleman.

## Allmänt
Idag drivs orangeriet tillsammans med Åkeshofs Slott som konferenshotell av Stockholm Meeting Selection AB. 
I Åkeshovs slotts parkmarks östra del ligger ett område med odlingslotter och i väster finns Fårstallet, Hundstallet och ett arboretum. Ursprungligen fungerade byggnaden som orangeri och på slutet av 1960-talet byggdes orangeriet samman med en modern handelsträdgård.
Orangeriet är placerat i fonden av den östra trädgårdens mittaxel. Det finns en naturstensmur framför orangeriet. Marken är terrasserad och belagd med grus söder om huvudbyggnaden. Orangeriets terrass har gjutna murar av natursten med en låg häck längs kanterna. I parken söder om orangeriet finns det gångstigar och lindalléer. I söder gränsar parken till Judarskogens naturreservat.

## Byggnadsbeskrivning
Orangeriet, som tillhör Åkeshovs gård, byggdes 1749 och arkitekten var Carl Hårleman. Orangeriet är en lång och låg byggnad med strama och välformade rokokofasader och utsmyckning med karaktäristiska rustikkedjor samt stora "orangerifönster", som i likhet med flyglarna, är typiska för Hårlemans stil.
Orangeriet är byggt i en våning under ett valmat sadeltak. Fasaderna är av gul slätputs och rusticerade hörnkedjor och lisener, samt profilerad takfot. Förbindelsegången har vitputsad fasad. Butiksbyggnadens fasad är vitmålad lockpanel och växthuset har fasad av glas och trä. Orangeriets sockel är av natursten och växthusets sockel är av gulmålad betong. På gaveln mot växthuset har orangeriet en entrédörr som är en pardörr, med diagonalställd pärlspontpanel med smidda beslag och spröjsat överljus, denna är troligtvis ursprunglig. I butiksbyggnaden och växthuset är entrédörrarna glasade aluminiumdörrar. Orangeriets fönster är spröjsade tvåluftsfönster och treluftsfönster med grönmålade träbågar av 1700-talstyp. Taket har tre plåtklädda skorstenar och stickbågig takkupa mot öster och väster med spröjsade rutor. Åren 1942-1944 gjordes en ändring och en ombyggnad under ledning av arkitekt Henning Julin och 1969-1971 gjordes ytterligare en ändring och en tillbyggnad under ledning av arkitekt Lennart Holmström.
Orangeriet byggdes till vid slutet av 1960-talet med en butiksbyggnad samt ett växthus. Den östra porten är borttagen och en förbindelsegång länkar samman orangeriet med butiksbyggnaden och växthuset.

## Bilder

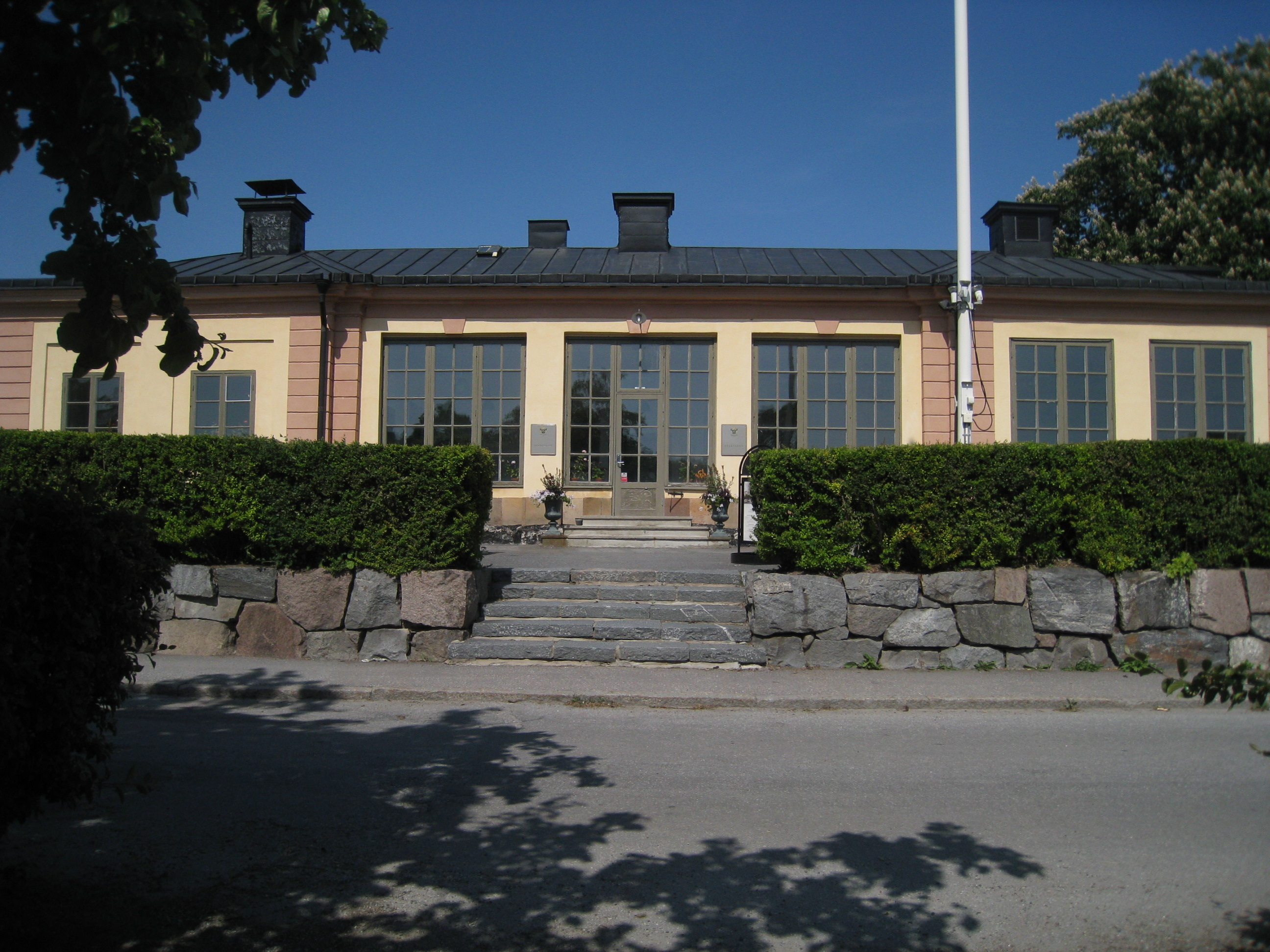
Orangeriet från söder. Orangeriets terrass har gjutna murar av natursten med en låg häck längs kanterna.
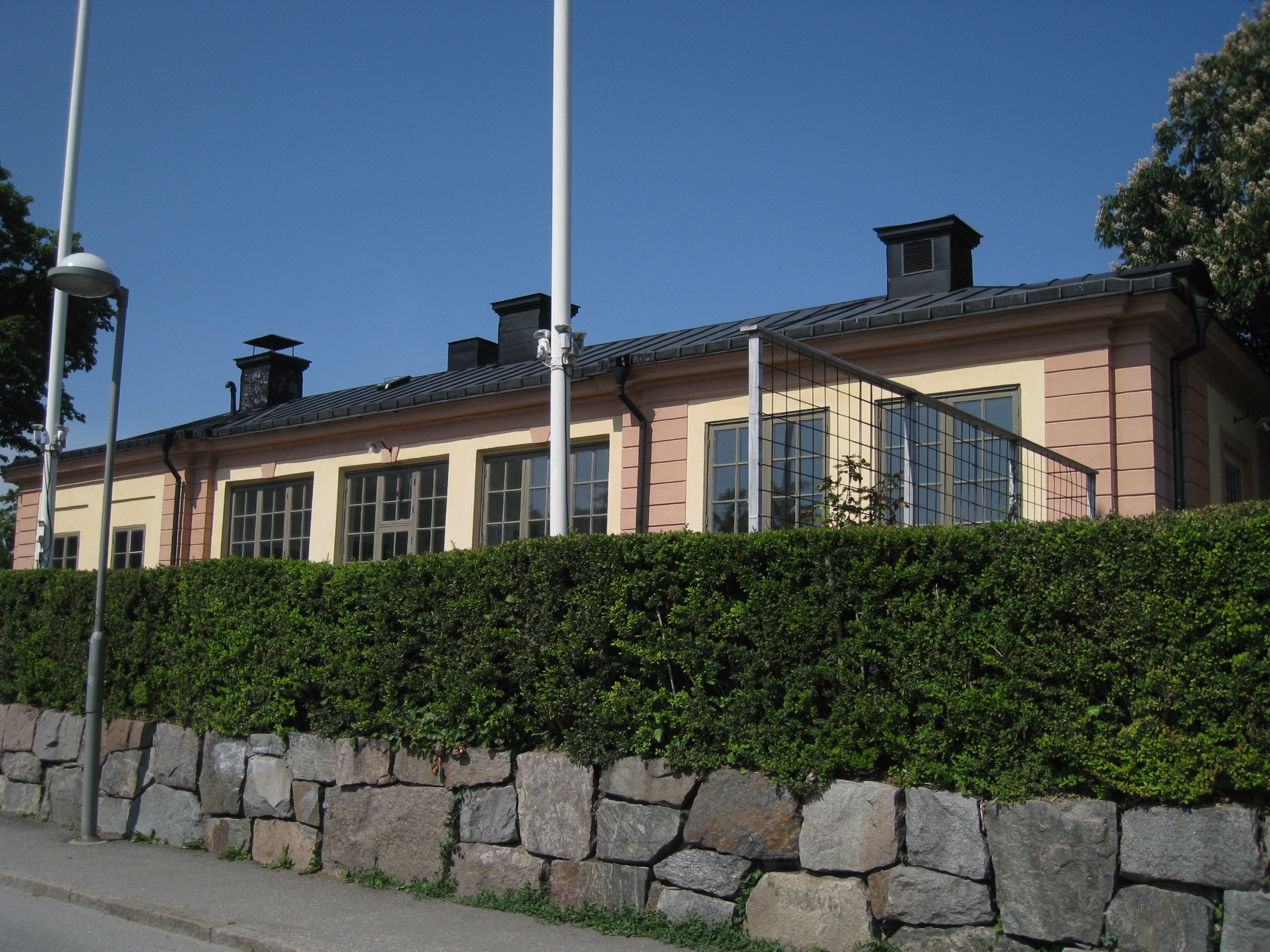
Orangeriet från öster.
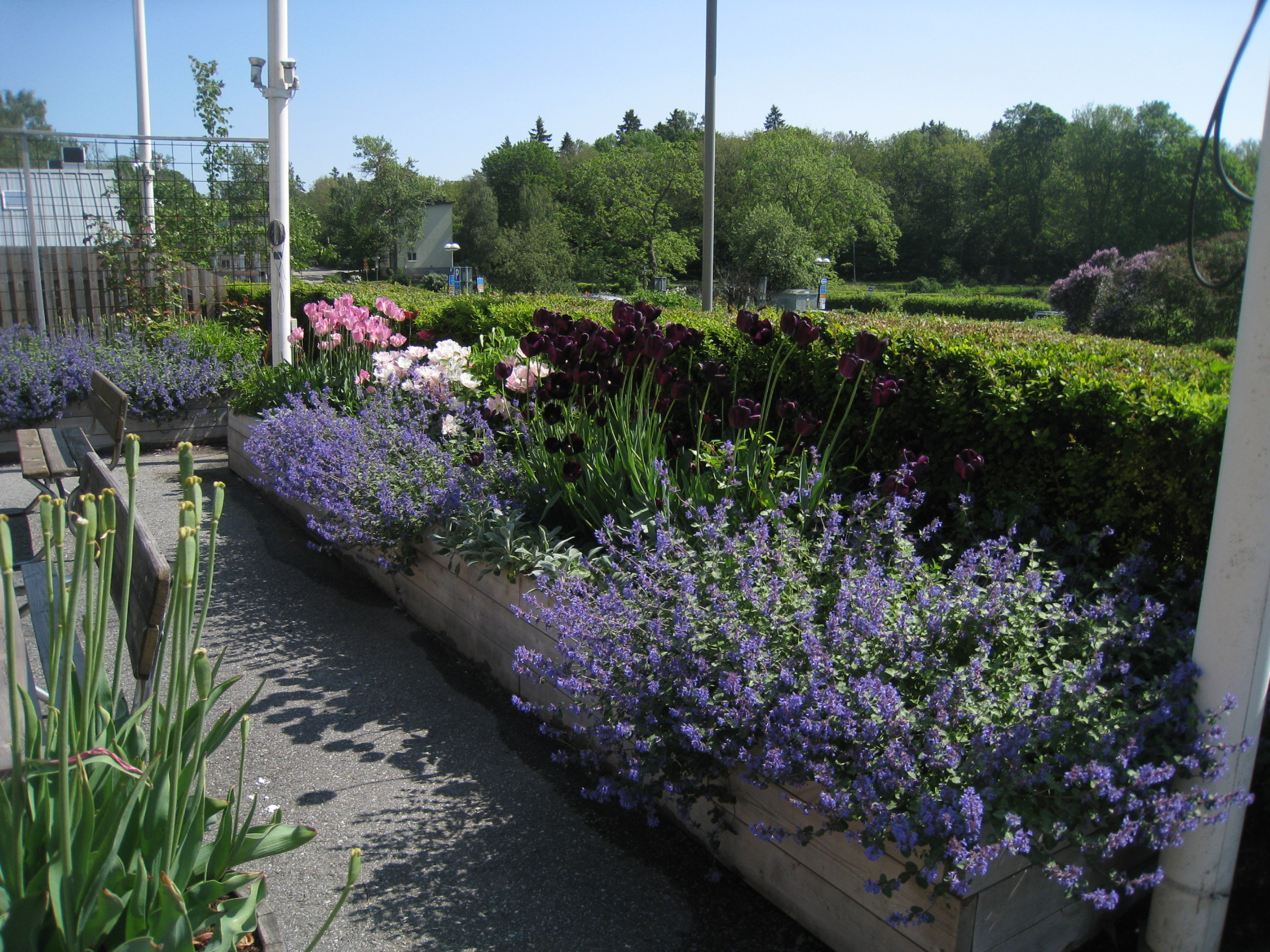
Växter på orangeriets terrass.
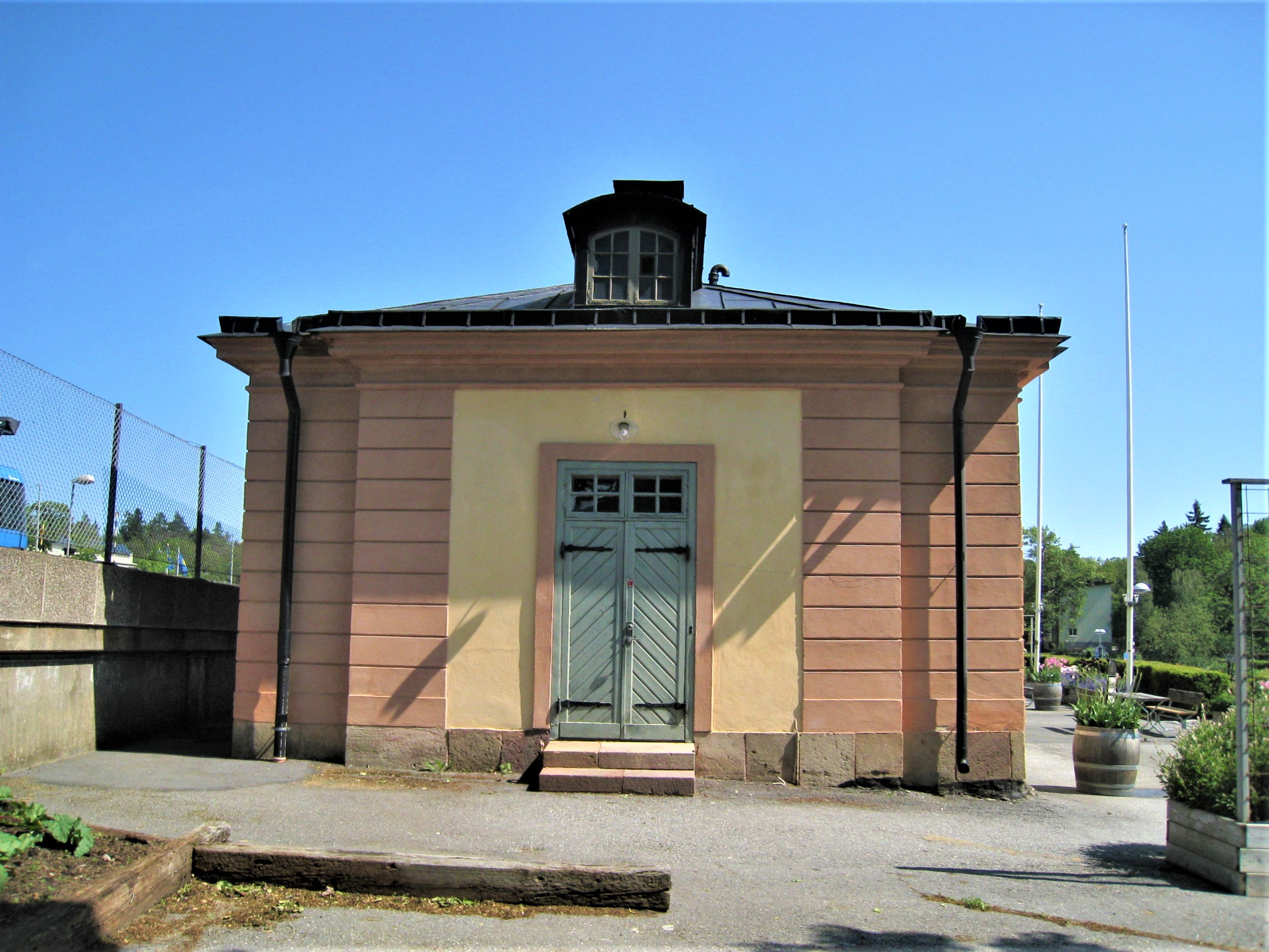
På gaveln mot växthuset har orangeriet en entrédörr som är en pardörr, med diagonalställd pärlspontpanel med smidda beslag och spröjsat överljus.
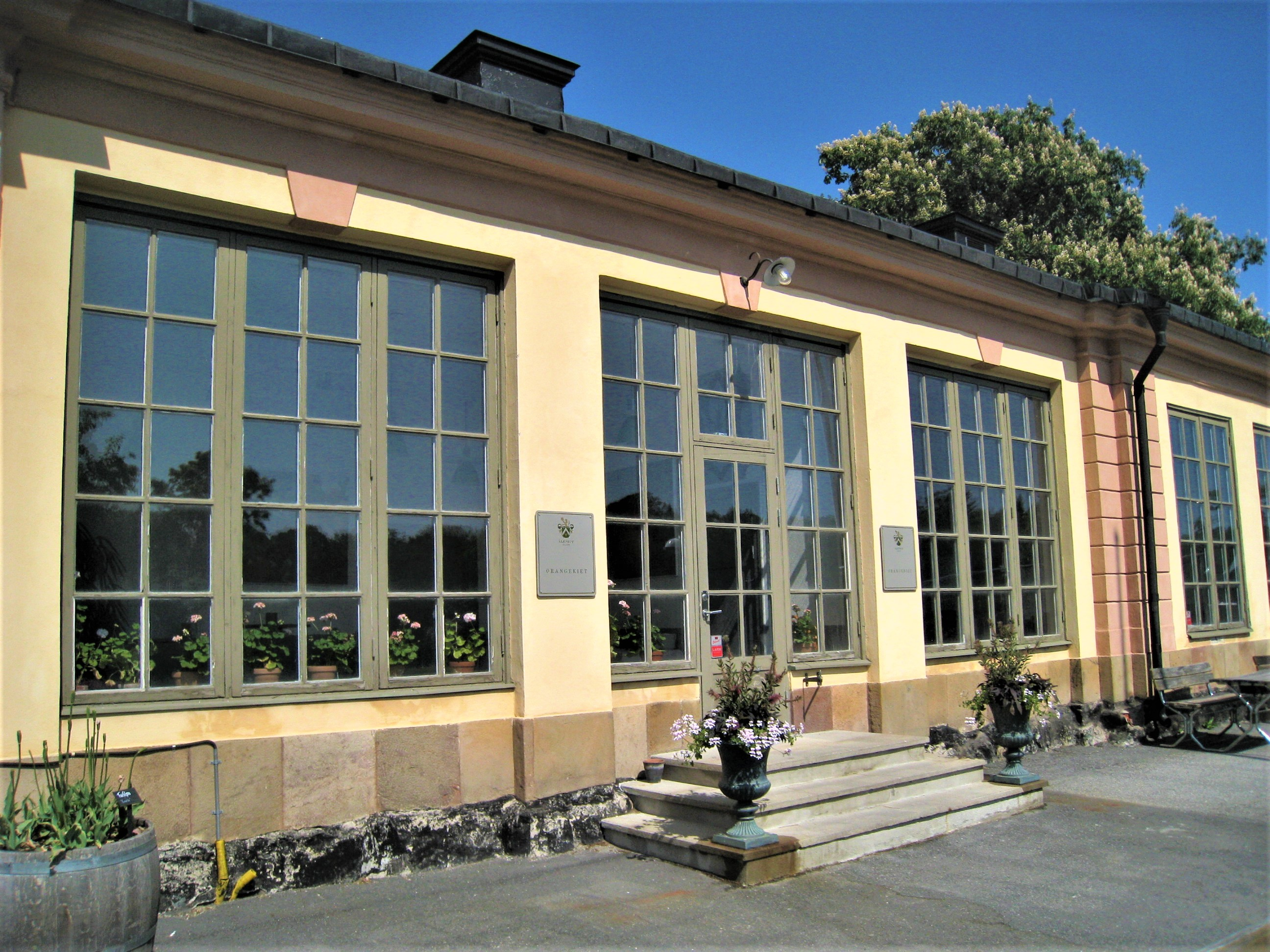
Orangeriets stora fönster är spröjsade två- och treluftsfönster med grönmålade träbågar av 1700-talstyp.
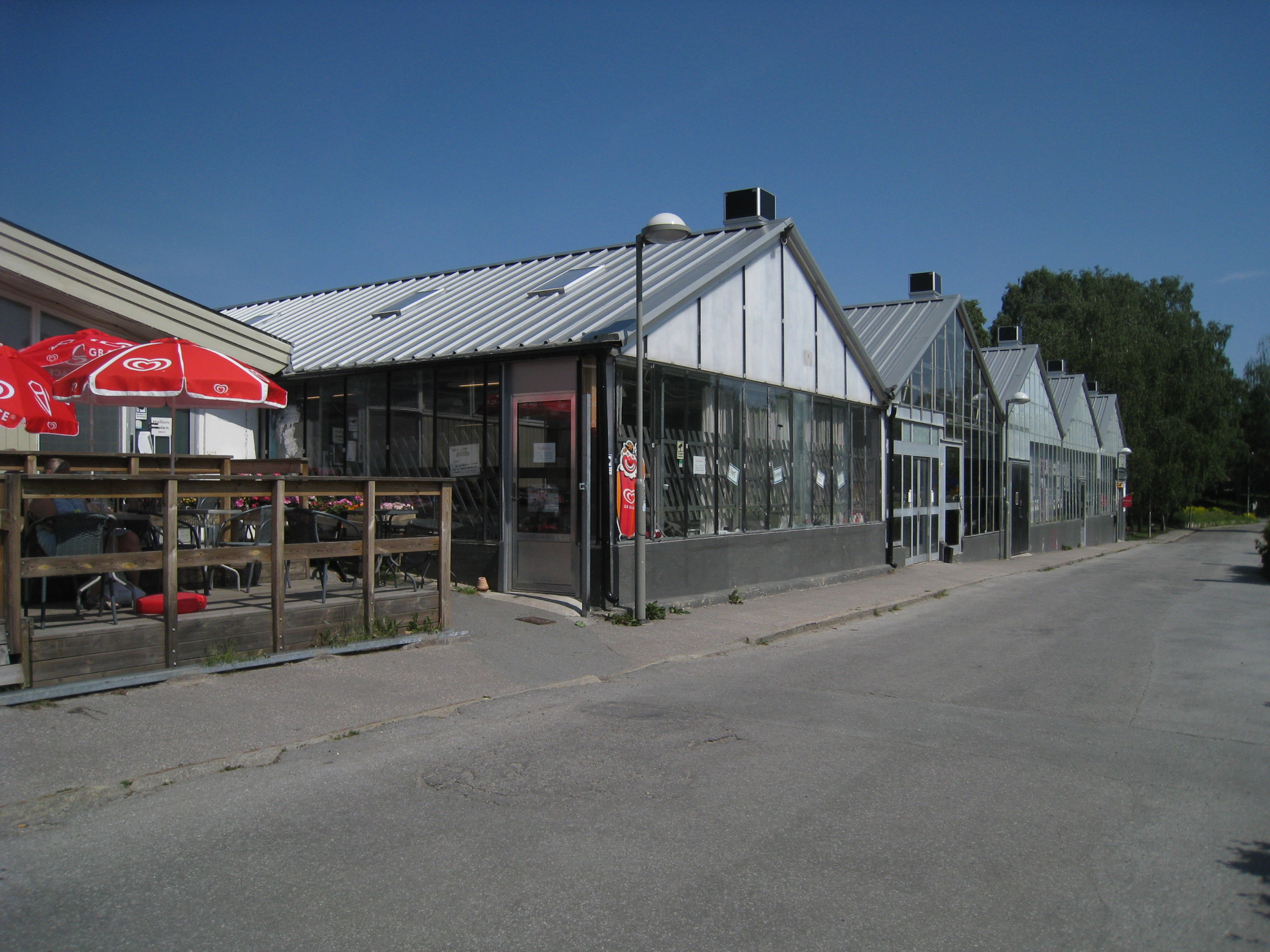
Orangeriet är sammanbyggt med handelsträdgården.